# Loeda
Loeda (llamada oficialmente San Paio de Loeda) es una parroquia y un lugar del municipio español de Piñor, en la provincia de Orense, Galicia.

## Toponimia
La parroquia también es conocida por el nombre de San Pelagio de Loeda.

## Organización territorial
La parroquia está formada por diez entidades de población:
- A Seca
- A Torre
- Carpaceiras
- Casandulfe
- Loeda
- Lousado
- Outeiro
- Ovenza
- Torguedo
- Vilanfesta

## Demografía

### Parroquia
| Gráfica de evolución demográfica de Loeda (parroquia) entre 2000 y 2023 |
|                                                                         |
| Datos según el nomenclátor publicado por el INE.                        |

### Lugar
| Gráfica de evolución demográfica de Loeda (lugar) entre 2000 y 2023 |
|                                                                     |
| Datos según el nomenclátor publicado por el INE.                    |